# Parc national de Barrington Tops
 (février 2010).
Si vous disposez d'ouvrages ou d'articles de référence ou si vous connaissez des sites web de qualité traitant du thème abordé ici, merci de compléter l'article en donnant les références utiles à sa vérifiabilité et en les liant à la section « Notes et références ».
Le parc national de Barrington Tops est un parc situé dans la vallée Hunter, à environ 200 kilomètres au nord de Sydney en Nouvelle-Galles du Sud, en Australie. Les villes les plus proches sont Scone, Singleton, Dungog, Gloucester et East Gresford.
Le parc national est inscrit sur la liste du patrimoine mondial de l'UNESCO dans le cadre du site des forêts humides Gondwana de l’Australie.

## Histoire
Barrington Tops constitue une partie de la chaîne du Mont-Royal, un éperon rocheux de la cordillère australienne. Barrington Tops est un plateau entre deux des principaux sommets de la chaîne, le parc est considéré comme un volcan éteint et les chaînes de montagnes sont composées d'un mélange de roches sédimentaires avec du granit par-dessus. Le granite a résisté à l'érosion et on peut voir de blocs de granit arrondis dans certaines zones du parc. On estime que l'âge des roches du parc est de 300 à 400 millions d'années, bien avant que l'Australie ne soit séparée du Gondwana.
En 1969, la zone située entre le mont Barrington, le mont Royal et le sommet Gloucester a été déclarée parc national de Barrington Tops. En 1982, il a été inscrit au patrimoine mondial et par la suite classé comme région sauvage. Certaines des rivières qui coulent dans la région ont été classées « rivières sauvages » ce qui signifie qu'elles sont exceptionnellement pures. Le point culminant du parc est Brumlow Top qui s'élève à une hauteur de 1 586 mètres.

## Climat
Le climat varie de tempéré aux altitudes les plus basses à subalpin aux altitudes les plus élevées. Une température record de −17 °C a été enregistrée à 1 500 m d'altitude [1]. Les précipitations varient entre 750 millimètres au nord-ouest à plus de 2 000 mm dans le sud-est. La neige tombe généralement chaque année sur les sommets et peut à l'occasion faire fermer les routes.

## Flore
La flore du parc national varie de forêts subtropicales dans des ravines à subalpine et même alpine dans les régions sur les cimes des montagnes.
Une grande variété de plantes poussent dans le parc et l'escarpement des terrains fait qu'elles ne sont pas abimées par les humains. On trouve une grande variété d'eucalyptus notamment le gommier des neiges, d'arbres des forêts humides subtropicales et tempérées, comme le hêtre arctique, de fougères arborescentes, une grande variété de mousses et de fougères et une vastee gamme de plantes comestibles comme la framboise indigène, la cerise locale et le Lilli Pilli.

## Faune
L'éloignement et les difficultés d'accès d'une grande partie du parc ont permis à certains des animaux les plus sensibles à rester en vie. Un grand nombre d'espèces d'animaux a été répertorié dans le parc, y compris certaines qui étaient auparavant considérées comme disparues. Certains des animaux les plus courants sont la Ninoxe aboyeuse et l'Effraie ombrée, le Kangourou géant, mais aussi des grenouilles, pademelons, cacatoès, perruches, martins-pêcheurs géants, chauves-souris et échidnés. Des animaux tels que les dasyures, les rats indigènes et l'ornithorynque sont beaucoup plus rares, mais peuvent être vus. Par contre les animaux sauvages tels que les chevaux et les chats sont retirés du parc.

## Visiteurs
Barrington Tops est une destination très populaire le week-end depuis Sydney et Newcastle. De nombreux sentiers pédestres et terrains de camping sont dispersés dans le parc. Le parc contient également des sentiers balisés et bien entretenus, des pistes empierrées ainsi que pistes pour 4x4 dans les zones moins fréquentées. Des points de vue peuvent facilement être atteints avec un véhicule normal. Le parc est maintenue par le National Parks NSW and Wildlife Service et des Rangers patrouillent dans le parc tous les jours.
Même si le parc dispose d'installations de camping, les villes voisines de Gloucester et Dungog permettent de se loger à proximité.